# Маргарита Английская
Маргарита Английская (29 сентября 1240, Виндзорский замок — 26 февраля 1275, Замок Купар, Файф) — королева Шотландии, супруга Александра III.

## Жизнь
Маргарита была вторым ребёнком короля Англии Генриха III и его жены Элеоноры Прованской; она родилась в Виндзорском замке. В исторических источниках она впервые упоминается в трёхлетнем возрасте, когда она и её брат, будущий Эдуард I, приняли участие в мероприятии в Лондоне.
Король Шотландии Александр II первым браком был женат на её тёте по отцовской линии Иоанне Английской. В 1244 году её отец и Александр II встретились в Ньюкасле, чтобы возобновить мирные отношения между двумя народами; они решили, что будущий король Шотландии Александр III должен жениться на Маргарите. Они были обручены в том же году.
Маргарита, которой на тот момент было одиннадцать лет, 25 декабря 1251 года в Йоркском соборе вышла замуж за короля Шотландии Александра III, которому было десять. Супруги оставалась в Йорке до января следующего года, а затем переехали в Эдинбург.
Маргарита была несчастна в Шотландии и стала причиной некоторой напряжённости между Англией и Шотландией, написав в письмах к английским родственникам, что в Шотландии с ней плохо обращаются. Из-за их малого возраста, королевской чете не было разрешено спать вместе, поэтому Маргарите не разрешали видеться с Александром очень часто. Он произвёл на неё хорошее впечатление и она полюбила его, их вынужденная разлука вызывала у неё недовольство. Тем не менее она не любила королевский замок и ненавидела Эдинбург или климат в Шотландии, скучала по Англии и оставшейся там семье. В письмах родителям она жаловалась родителям и писала о своей тоске по дому. Когда её родители попросили её навестить их, шотландцы отказали из-за того, что она может не вернуться обратно.
В 1255 году королева Элеонора отправила своего врача в Эдинбург проверить Маргариту. Он сообщил, что она была бледна и подавлена, и жаловалась на одиночество и пренебрежение. Её отец отправил новую делегацию, написал письма некоторым шотландским графам и потребовал, чтобы с дочерью обращались лучше. Королева Маргарита жаловалась посланникам своего отца на то, что её держат взаперти, не разрешают никуда выезжать, видеться с супругом и иметь с ним интимные отношения. После этого король Англии и совет регентов Шотландии пришли к соглашению: поскольку королю и королеве было по четырнадцать лет, им должны были разрешить консумировать свой брак, а совет будет обязан передать власть Александру через семь лет. Маргарите же было дозволено навестить своих родителей. В том же году, 7 сентября 1255 года, Маргарита и Александр III навестили её родителей и сестру Маргариты Беатрису в Уорке. Маргарита ненадолго осталась в Англии после отъезда её супруга, но вскоре последовала за ним, когда договор был закреплён.
В 1257 году Маргарита и Александр были взяты в плен домом Комин, который потребовал высылки всех иностранцев из Шотландии. Они были в конечном счёте освобождены после вмешательства её отца и совета регентов Шотландии. Она посетила Англию в 1260—1261 годах и родила там дочь Маргарет, а в 1269 году присутствовала при помещении мощей Эдуарда Исповедника в Вестминстерское аббатство; оба раза её сопровождал Александр. Она не смогла присутствовать на похоронах своего отца в 1272 году из-за своей беременности.
Маргарита была ответственна за смерть молодого придворного, который по слухам убил её дядю Симона де Монфора, 6-го графа Лестера. Она получила этого эсквайра в подарок от своего брата Эдуарда, который навестил её в 1257 году. Инцидент произошел в замке Кинклавен недалеко от Перта летом 1273 года, где она восстанавливала здоровье после рождения сына Давида. Однажды вечером после ужина, Маргарита прогуливалась по реке Тей в сопровождении своего духовника, нескольких фрейлин и эсквайров. Английский эсквайр спустился к реке, чтобы отмыть руки от глины; она в шутку толкнула его в реку, но сильное течение захватило его, и он утонул. По словам её духовника она в шутку велела своим фрейлинам толкнуть его, и все сначала смеялись, думая, что жизни эсквайра ничего не угрожает. Слуга прыгнул в воду, чтобы спасти его, однако также не справился с течением, и они оба утонули. Маргарита была очень опечалена этим происшествием.
Маргарита и Александр присутствовали на коронации Эдуарда I в Вестминстере в августе 1274 года. Маргарита умерла 26 февраля 1275 года в замке Купар и была похоронена в Данфермлинском аббатстве в Файфе.

## Дети
У Маргариты было трое детей:
1. Маргарет Шотландская (28 февраля 1261 — 9 апреля 1283), вышедшая замуж за короля Эрика II Норвежского.
2. Александр Шотландский (21 января 1264, Джедборо — 17 января 1284, аббатство Линдорис); похоронен в Данфермлинском аббатстве.
3. Давид (20 марта 1272 — июнь 1281, замок Стерлинг); похоронен в Данфермлинском аббатстве.